# Liste von Vulkanen in Tonga
Dies ist eine Liste von Vulkanen in Tonga, die während des Quartärs mindestens einmal aktiv waren.
| Bild | Name                      | Insel                      | Vulkantyp         | Letzte Eruption            | Höhe [m] | Geokoordinaten                |
| ---- | ------------------------- | -------------------------- | ----------------- | -------------------------- | -------- | ----------------------------- |
|      |                           | ʻAta                       | (unbekannt)       | Pleistozän                 | 274      | 22° 20′ 13″ S, 176° 12′ 36″ W |
|      | Curacoa                   |                            | Submariner Vulkan | 1979                       | −33      | 15° 37′ 12″ S, 173° 40′ 12″ W |
|      | Dugong                    |                            | Submariner Vulkan | unbekannt                  | −1170    | 15° 25′ 52″ S, 175° 43′ 30″ W |
|      | East Mata                 |                            | Submariner Vulkan | Pleistozän                 | −1286    | 15° 06′ 07″ S, 173° 40′ 37″ W |
|      | Feinga Seamount           |                            | Submariner Vulkan | Pleistozän                 | −393     | 20° 09′ 14″ S, 175° 09′ 47″ W |
|      |                           | Fonuafoʻou (Falcon Island) | Submariner Vulkan | 1936                       | −17      | 20° 19′ 12″ S, 175° 25′ 12″ W |
|      |                           | Fonualei                   | Schichtvulkan     | 1957                       | 188      | 18° 01′ 23″ S, 174° 19′ 01″ W |
|      | Home Reef                 |                            | Submariner Vulkan | 2022                       | −10      | 18° 59′ 31″ S, 174° 46′ 30″ W |
|      | Hunga Tonga-Hunga Haʻapai | Hunga Tonga, Hunga Haʻapai | Submariner Vulkan | 2022                       | 114      | 20° 32′ 10″ S, 175° 22′ 55″ W |
|      |                           | Kao                        | Schichtvulkan     | 1847                       | 1009     | 19° 40′ 05″ S, 175° 00′ 58″ W |
|      |                           | Late                       | Schichtvulkan     | 1854                       | 540      | 18° 48′ 22″ S, 174° 39′ 00″ W |
|      | Lobster                   |                            | Submariner Vulkan | unbekannt                  | −1500    | 15° 20′ 00″ S, 176° 17′ 00″ W |
|      | Metis Shoal (Lateiki)     |                            | Submariner Vulkan | 2019                       | 43       | 19° 11′ 00″ S, 174° 52′ 00″ W |
|      |                           | Niuafoʻou                  | Schildvulkan      | 1985                       | 260      | 15° 36′ 00″ S, 175° 38′ 00″ W |
|      | Niuatahi                  |                            | Caldera           | unbekannt                  | −1270    | 15° 22′ 44″ S, 174° 00′ 12″ W |
|      |                           | Niuatoputapu               | Schichtvulkan     | Pleistozän                 | 141      | 15° 57′ 22″ S, 173° 46′ 55″ W |
|      |                           | Tafahi                     | Schichtvulkan     | unbekannt                  | 546      | 15° 51′ 14″ S, 173° 44′ 49″ W |
|      | Tafu-Maka                 |                            | Submariner Vulkan | 2008                       | −1400    | 15° 22′ 00″ S, 174° 14′ 00″ W |
|      |                           | Tofua                      | Caldera           | 2023 (anhaltend seit 2015) | 515      | 19° 45′ 00″ S, 175° 04′ 00″ W |
|      |                           | Tokū                       | Submariner Vulkan | Pleistozän                 | 21       | 18° 09′ 47″ S, 174° 10′ 52″ W |
|      | West Mata                 |                            | Submariner Vulkan | 2009                       | −1174    | 15° 06′ 00″ S, 173° 45′ 00″ W |
|      | unbenannt                 |                            | Submariner Vulkan | unbekannt                  | −385     | 24° 48′ 00″ S, 177° 01′ 00″ W |
|      | unbenannt                 |                            | Submariner Vulkan | 1932                       | −68      | 21° 20′ 17″ S, 175° 39′ 00″ W |
|      | unbenannt                 |                            | Submariner Vulkan | unbekannt                  | −65      | 21° 09′ 00″ S, 175° 45′ 00″ W |
|      | unbenannt                 |                            | Submariner Vulkan | 2017                       | −296     | 20° 51′ 07″ S, 175° 33′ 00″ W |
|      | unbenannt                 |                            | Submariner Vulkan | 2019                       | −40      | 18° 19′ 30″ S, 174° 21′ 54″ W |